# Аватар: Огонь и пепел
«Авата́р: Ого́нь и пе́пел» (англ. Avatar: Fire and Ash) — будущий американский эпический научно-фантастический фильм режиссёра, продюсера, сценариста и монтажёра Джеймса Кэмерона. Третий фильм во франшизе «Аватар», и продолжение фильма «Аватар: Путь воды» (2022). Джон Ландау также будет продюсером фильма, несмотря на то, что он умер в июле 2024 года, почти за полтора года до его выхода. Рик Джаффа, Аманда Сильвер, Джош Фридман и Шейн Салерно вовлечены в процесс написания сценария. Члены актёрского состава Сэм Уортингтон, Зои Салдана, Сигурни Уивер, Стивен Лэнг, Джоэл Дэвид Мур, Си Си Эйч Паундер, Джованни Рибизи, Дилип Рао, Мэтт Джеральд, Кейт Уинслет, Клифф Кертис, Эди Фалко, Брендан Коуэлл, Джемейн Клемент, Британия Далтон, Тринити Джо-Ли Блисс, Джек Чемпион, Бейли Басс и Филип Гелджо повторяют свои роли из предыдущих фильмов, а Мишель Йео, Дэвид Тьюлис и Уна Чаплин играют новых персонажей. Сообщается, что в 2018 году просочилось несколько названий для сиквелов «Аватара», в том числе точное название «Путь воды». Ландау говорит, что не нужно ожидать, что «Аватар 5» или что-либо из остальных выстроится в очередь: «Мы определились с названиями, но я бы не стал идти по тем трём другим названиям, которые были там. Знаете, если вы бросите кости один раз в шесть раз, вы получите правильное число».
Кэмерон, который в 2006 году заявил, что хотел бы сделать продолжения «Аватара», если бы он был успешным, объявил о первых двух продолжениях в 2010 году после широкого успеха первого фильма, первое, «Аватар: Носитель семян», должно было выйти в 2015 году. Тем не менее, добавление ещё двух продолжений (в общей сложности пять) и необходимость разработки новой технологии для съёмки захвата движения сцен под водой, действие, которое никогда ранее не совершалось, привели к значительным задержкам, чтобы дать съёмочной группе больше времени для работы над сценарием, предпроизводством и визуальными эффектами. Съёмки начались 25 сентября 2017 года одновременно с «Аватаром: Путь воды» в Новой Зеландии и были завершены в конце декабря 2020 года, после более трёх лет съёмок.
Выход фильма переносился девять раз, последний раз его планировалось выпустить 13 июня 2023 года; премьера состоится 19 декабря 2025 года. Два продолжения, «Аватар 4» и «Аватар 5», находятся на разных стадиях производства и, как ожидается, выйдут 21 декабря 2029 года и 19 декабря 2031 года соответственно.

## В ролях
- Сэм Уортингтон — Джейк Салли, бывший человек, который влюбился в Нейтири и подружился с На’ви после того, как стал частью программы «Аватар», и в конечном итоге встал на их сторону в конфликте с людьми и навсегда перенёс свой разум в свой аватар. После второго фильма он и его семья покинули клан Оматикайя и присоединились к клану Меткайина[14][15].
- Зои Салдана — Нейтири, жена Джейка Салли, которая покинула Оматикайя и присоединилась к Меткайина[14].
- Сигурни Уивер — Кири, дочь аватара доктора Грейс Огустин, которая была удочерена Джейком и Нейтири[16].
- Стивен Лэнг — полковник Майлз Куоритч, человек, который возглавлял силы RDA, человеческой организации, колонизирующей Пандору и погиб в их конфликте с На’ви в 2154 году. Спустя годы RDA поместила его разум и воспоминания других умерших солдат в аватары На’ви, называемые рекомбинантами[17].
- Джованни Рибизи — Паркер Селфридж, бывший главный администратор горнодобывающей операции RDA в первом фильме[18][19][20].
- Кейт Уинслет — Ронал, свободная дайвер Меткайина и жена Тоновари, которая беременна[21][22][23][24].
- Клифф Кертис — Тоновари, лидер клана рифового народа Меткайина[25][26].
- Джоэл Дэвид Мур — доктор Норм Спеллман, бывший участник программы «Аватар», который принял сторону На’ви в первом фильме[27].
- Си Си Эйч Паундер — Мо’ат, духовный лидер Оматикайя и мать Нейтири[28][29].
- Эди Фалко — генерал Ардмор, командующий, отвечает за интересы RDA[30].
- Брендан Коуэлл — капитан Мик Скорсби, глава частного морского охотничьего судна на планете Пандора, который ранее лишил плавника Паякана[31][32].
- Джемейн Клемент — доктор Иэн Гарвин, океанский биолог[33].
- Британ Далтон[англ.] — Ло’ак, второй сын Джейка и Нейтири и рассказчик фильма[34][35][36][37].
- Тринити Блисс[англ.] — Туктирей («Тук»), восьмилетняя дочь Джейка и Нейтири и их младший ребёнок[34][35][36][38].
- Джек Чемпион — Майлз «Паук» Сокорро, сын-подросток Куоритча, родившийся в Адских Вратах (человеческая база на Пандоре в первом фильме), который был спасён и усыновлен Джейком и Нейтири после того, как они ранее убили его отца[34][35][36][39].
- Бейли Басс[англ.] — Цирея («Рея»), изящная и сильная свободная дайвер Меткайина и дочь Тоновари и Ронал. Во втором фильме Цирея появляется как возлюбленная Ло’ака[34][35][36][40].
- Филипп Гелджо — Аонунг, молодой охотник и свободный дайвер Меткайина, сын Тоновари и Ронал[34][35][36].
- Дуэйн Эванс-мл. — Ротксо, молодой охотник и свободный дайвер Меткайина.
- Дилип Рао — доктор Макс Патель, учёный, работавший над программой «Аватар» и решивший поддержать мятеж Джейка против RDA[41].
- Мэтт Джеральд — капрал Лайл Уэйнфлит, наёмник, который сражался и погиб в битве RDA против На’ви в 2154 году. Спустя годы RDA поместила его воспоминания в рекомбинант[42].

Дэвид Тьюлис был выбран на роль Пейлака, персонажа На’ви, который будет показан в третьем, четвёртом и пятом фильмах. Уна Чаплин и Мишель Йео сыграют Варанг, лидера вулканического клана «Ash People», и доктора Карина Могу, учёную, соответственно. В фильме также будет возвращение Паякана, тулкуна, который дружит с Лоаком.

## Производство

### Разработка
В 2006 году Джеймс Кэмерон заявил, что если Аватар будет успешным, он надеется сделать два сиквела. В 2010 году он сказал, что широкомасштабный успех фильма подтвердил, что он это сделает. Сиквелы изначально планировали выпустить в декабрь 2014 года и в 2015 году Он включил некоторые сцены в первый фильм для последующих сюжетных продолжений. Кэмерон планировал снимать сиквелы параллельно и начать работу «как только роман будет написан». Сиквелы были подтверждены как продолжение персонажей Джейка и Нейтири в декабре 2009 года. Кэмерон подразумевал, что люди вернутся в качестве антагонистов. В 2011 году Кэмерон заявил о своём намерении снимать продолжения с более высокой частотой кадров, чем отраслевой стандарт 24 кадра в секунду, чтобы добавить повышенное чувство реальности.
В 2013 году Кэмерон объявил, что продолжения будут сняты в Новой Зеландии, а технология захвата движения будет снята в 2014 году. Соглашение с Правительством Новой Зеландии требовало, чтобы в Веллингтоне была проведена по крайней мере одна мировая премьера, а в 500 миллионов новозеландских долларов (приблизительно 410 миллионов долларов США по обменным курсам декабря 2013 года) должны быть потрачены на производственную деятельность в Новой Зеландии, включая живые съёмки и визуальные эффекты. Правительство Новой Зеландии объявило, что увеличит свою базовую налоговую скидку на кинопроизводство с 15 % до 20 %, при этом 25 % будет доступно для международных постановок в некоторых случаях и 40 % для новозеландских постановок (как определено в разделе 18 Закона о Новозеландской комиссии 1978 года).
Производство сиквелов должно было начаться в апреле 2016 года в Новой Зеландии. Оператор Рассел Карпентер, который работал с Кэмероном над фильмами «Правдивая ложь» и «Титаник», и арт-директор Аашрита Камат, присоединились в качестве членов съёмочной группы четырёх сиквелов. Кирк Крак, основатель Performance Freediving International, работал тренером по фридайвингу для актёров и съёмочной группы подводных сцен. 31 июля 2017 года было объявлено, что новозеландская студия визуальных эффектов Weta Digital начала работу над сиквелами «Аватара».
Рик Джаффа и Аманда Сильвер были первоначально объявлены со-сценаристами Кэмерона; позже было объявлено, что Кэмерон, Джаффа, Сильвер, Джош Фридман и Шейн Салерно приняли участие в процессе написания сценария всех сиквелов, прежде чем были назначены закончить отдельные сценарии, что сделало возможные титры неясными. Однако Джош Фридман объявил в ноябре 2015 года в своем Twitter, что он является со-сценаристом третьего фильма. В ноябре 2022 года Фридман объявил, что на самом деле он был со-сценаристом сценария для четвёртого фильма.

### Сценарий
Кэмерон хотел исследовать «разные культуры» из первых двух фильмов «Аватар», включив «Ash People» — огненные версии На’ви. Он выбрал их, чтобы добавить «другой угол» в качестве врагов, потому что Кэмерон ранее принимал «хорошую сторону» На’ви и людей на другую. Ландау сказал: 
«Есть хорошие люди, и есть плохие люди — то же самое на стороне На’ви — но часто люди не считают себя плохими. Какова первопричина того, как они превращаются в то, что мы воспринимаем как плохое? Может быть, есть и другие факторы, о которых мы не знаем».
Кэмерон также сказал, что:
Большое [творческое] продвижение в [„Аватаре 3“] просто будет иметь большую глубину характера», - сказал Кэмерон. «Мы видим новые культуры, новые существа — всё то же самое, что вы ожидаете от фильма „Аватар“, но вся идея этого цикла фильмов заключается в том, чтобы жить с этими людьми и отправиться в это эпическое путешествие с ними. Так что я думаю, что дело не в том, чтобы „Мы покажем вам лучшую воду [VFX], когда-либо сделанную“, но вы больше получаете в сердце и душу персонажей. И есть несколько очень интересных новых персонажей, которые также приходят. Это путешествие с течением времени. Это будет воспроизводиться в третьем фильме, в четвертом и пятом. Во всём этом есть эпический цикл.

Чемпион сказал о чтении сценария для «Аватара 3»: 
«Я был очень шокирован этим. Это просто жёсткий левый поворот, и это неплохо. Ты думаешь, что знаешь, куда это идёт, но потом приходит разрушающий мяч. Так что ты совершенно такой: „Ого, я никогда не думал, что это случится“. Вы также видите больше регионов Пандоры и знакомитесь с большим количеством культур. Так что я думаю, что это даже лучше, чем „Аватар 2“. В совокупности каждый из них станет лучше».

### Кастинг
Сэм Уортингтон и Зои Салдана подтвердили в январе 2010 года, что они подписали контракт на повторение ролей в продолжении. Кэмерон также заявил, что Сигурни Уивер будет показана во всех трёх сиквелах (четвёртый в то время не был запланирован) и что её персонаж Грейс Огустин будет жива, но позже выяснилось, что она вместо этого будет играть Кири, приёмную дочь Джейка и Нейтири. В августе 2017 года в интервью журналу Empire Кэмерон рассказал, что Стивен Лэнг не только вернётся во всех четырёх продолжениях, но и будет главным злодеем во всех четырёх фильмах.
В августе 2017 года Мэтт Джеральд официально подписал контракт на роль капрала Лайла Уинфлита в своём первом фильме во всех предстоящих сиквелах. 3 октября 2017 года Кейт Уинслет подписала контракт на все четыре продолжения на неопределённую роль в фильме. Кэмерон прокомментировал: «Мы с Кейт искали, чем заняться вместе в течение 20 лет, с тех пор, как наше сотрудничество в „Титанике“ было одним из самых полезных в моей карьере», и добавил, что её персонажа звали Ронал. 25 января 2018 года Дилип Рао вернулся в роли доктора Макса Пателя. Уинслет прокомментировала, что её роль была «относительно небольшой по сравнению с длительной съёмкой», так как у неё был бы только один месяц съёмок, но также и «ключевой персонаж в продолжающейся истории».
В июне 2017 года Уна Чаплин присоединилась к актёрскому составу в роли Варанг, «сильного и яркого центрального героя, которая охватывает всю сагу о сиквелах», начиная с третьего фильма. Эйса Гонсалес также прошла прослушивание на роль Чаплин. В апреле 2018 года Дэвид Тьюлис раскрыл свою причастность к франшизе, заявив, что он будет показан в трёх из четырёх сиквелов, а затем в январе 2020 года заявил, что его персонаж был На’ви. Это привело к тому, что Тьюлис в значительной степени был зарегистрирован как часть актёрского состава «Аватара: Путь воды»; однако в июне 2020 года он заявил, что сообщения были неверными, и что на самом деле он будет частью третьего, четвёртого и пятого фильмов. В 2019 году Мишель Йео присоединилась к актёрскому составу в роли доктора Карины Мог.

### Съёмки
Съёмки «Аватара: Путь воды» и «Аватара 3» начались одновременно 25 сентября 2017 года в Манхэттен-Бич, Калифорния. 14 ноября 2018 года Кэмерон объявил, что съёмки с главным актёрским составом завершены. Большинство съёмок следующих двух сиквелов начнутся после завершения постпроизводства первых двух. По словам Джона Ландау, съёмки фильма «Аватар 3» и его предшественника начались в Новой Зеландии в начале 2019 года. 17 марта 2020 года Ландау объявил, что съемки сиквела «Аватар» в Новой Зеландии были отложены на неопределенный срок из-за пандемии COVID-19. Он также подтвердил, что производство останется в Лос-Анджелесе. Тем не менее, работа над визуальными эффектами продолжалась в Weta Digital в Веллингтоне.
В начале мая производственные протоколы по охране труда и технике безопасности были одобрены правительством Новой Зеландии, что позволило возобновить съёмки в стране. 31 мая части съёмочной группы «Аватара», включая Джеймса Кэмерона, был предоставлен въезд в Новую Зеландию в соответствии со специальной категорией виз для освобождения от границы для иностранцев, которые считаются необходимыми для проекта «значительной экономической ценности». 1 июня 2020 года Ландау опубликовал фотографию себя и Кэмерона в Instagram, показывая, что они вернулись в Новую Зеландию, чтобы возобновить съёмки. После их прибытия все 55 членов экипажа, которые путешествовали в Новую Зеландию, начали 2-недельный контролируемый правительством период изоляции в отеле в Веллингтоне, прежде чем они возобновят съёмки. Это сделало бы «Аватар: Путь воды» и «Аватар 3» первыми крупными голливудскими блокбастерами, которые возобновят производство после отсрочки съёмок из-за пандемии. В сентябре 2020 года Кэмерон объявил, что было завершено 95 % «Аватара 3». Съёмки завершились в декабре 2020 года.
В феврале 2024 года Кэмерон дал следующую обновленную информацию об «Аватаре 3»:
Фильм в значительной степени отснят. Мы делаем досъемки для третьего фильма, которые просто заполняют последние 2 или 3 процента хронометража. Также запланированы живые досъемки в июне, это ещё пара процентов. У нас отснято около четверти и следующего, четвертого фильма. Мы монтируем 3 фильм и теперь заняты VFX, что просто огромная работа. Мне потребуется каждая секунда моего времени, чтобы суметь провернуть это.

Технологии сейчас достигли той точки развития, когда представляют из себя действительно то, что необходимо для работы над фильмом. Мы, конечно, вносим небольшие улучшения по мере продвижения вперёд, но в целом все есть. Дело в том, что мы немного откатывались назад в процессе работы, потому и потратили семь лет на создание и еще четыре на съёмку двух фильмов вместе. Речь идёт не о технологиях, а об умах и глазах художников по спецэффектам. Это очень очень творческий процесс — это искусство. Тысячи людей прямо сейчас участвуют и дирижируют оркестром, чтобы сделать фильм идеально.
В начале июля 2022 года Новозеландская кинокомиссия признала, что сиквелы «Аватара» получили финансирование налогоплательщиков на сумму более 140 миллионов новозеландских долларов в рамках гранта на производство фильмов страны. Для сравнения, трилогия «Хоббит» получила 161 миллион новозеландских долларов в виде субсидий на фильмы. В то время как заместитель лидера ACT Брук ван Велден раскритиковал правительственную программу субсидирования фильмов за то, что она якобы перенаправляла государственное финансирование из других областей, министр экономического развития и регионального развития Стюарт Нэш утверждал, что субсидии Новой Зеландии на фильмы для основных голливудских продуктов принесли значительные зарубежные инвестиции и рабочие места для новозеландской киноиндустрии.

## Музыка
В августе 2021 года Ландау объявил, что Саймон Фрэнглен напишет музыку для сиквелов «Аватара».

## Выход
Премьера состоится 19 декабря 2025 года. Как и его предшественник, фильм был подвержен многочисленным переносам (на этот раз он состоял из девяти переносов), так как съёмочная группа потратила больше времени на процесс сценария, подготовки производства и визуальных эффектов. Первоначально премьера была запланирована на декабрь 2015 года, пока Кэмерон не перенес её на 2016, 2017 и 2018 годы. В апреле 2016 года, совпадая с запуском четырёх продолжений «Аватара», была объявлена новая дата выхода в декабре 2020 года. В следующем году была объявлена новая дата выхода 17 декабря 2021 года, с повторяющимися продолжениями: «Аватар 4» и «Аватар 5» 20 декабря 2024 года и 19 декабря 2025 года соответственно. Однако после объявления в мае 2019 года о трех новых фильмах «Звездные войны» даты выхода продолжений были перенесены на два года, а «Аватар 3» должен был выйти 22 декабря 2023 года. Дата выхода снова была перенесена из-за пандемии COVID-19, и в августе 2020 года была объявлена новая дата выхода — 20 декабря 2024 года. Ещё один перенос был объявлен 13 июня 2023 года, на этот раз из-за забастовки Гильдии сценаристов США, перенеся фильм на 19 декабря 2025 года. «Аватар 3» и его предстоящие продолжения будут выпущены в формате Dolby Vision.
В декабре 2022 года, вскоре после выхода «Аватара: Путь воды», было заявлено, что первая версия «Аватара 3» Джеймса Кэмерона имела продолжительность девяти часов. Позже Кэмерон уточнил, что девять часов материала, относящейся к «Аватару 3», «Аватару 4» и «Аватару 5», каждые три часа фильмов в общей сложности девять часов. Он рассказал в интервью 20 minutes, что в фильме будут представлены новые люди На’ви, называемые 'Ash people', которые будут антагонистами фильма.

## Продолжения
«Аватар 3» — второе из четырёх запланированных продолжений «Аватара». «Аватар 4» и «Аватар 5», третье и четвёртое продолжения, планируется выпустить после выхода третьего фильма. Хотя двум последним продолжениям, как сообщается, был дан зелёный свет, Кэмерон заявил в интервью 26 ноября 2017 года: "Давайте посмотрим правде в глаза, если «Аватар 2» и «3» не заработают достаточно денег, не будет «4» и «5» Дэвид Тьюлис позже подтвердил это в феврале 2018 года, заявив, что «они делают „2“ и „3“, они увидят, если люди пойдут и увидят их, а затем они сделают „4“ и „5“». И наоборот, Сигурни Уивер в ноябре 2018 года заявила, после того, как были завершены съёмки первых двух продолжений, в настоящее время она "занята «Аватаром 4» и «5», что несколько СМИ интерпретировали как подтверждение того, что последние два продолжения начали снимать.
В январе 2019 года, перед лицом предлагаемого приобретения 21st Century Fox компанией The Walt Disney Company, главный исполнительный директор Disney Боб Айгер подтвердил, что как «Аватар 4», так и «Аватар 5» разрабатываются, но официально не получили зелёный свет. По словам продюсера Джона Ландау в феврале 2019 года, Айгер, возможно, был неправильно истолкован. Он сказал, что «Аватар 4» и «5» «не только получили [зелёный свет]», но и треть «Аватара 4» уже снята.
В сентябре 2022 года на D23 Expo Кэмерон объявил, что производство «Аватара 4» официально началось. В январе 2024 года Кэмерон сказал, что не начнёт съёмки оставшейся части «Аватара 4» до выхода «Аватара 3».